# Liverpool Football Club 1987-1988
Questa voce raccoglie le informazioni riguardanti il Liverpool Football Club nelle competizioni ufficiali della stagione 1987-1988

## Stagione
Con John Aldridge promosso a nuovo terminale di attacco in sostituzione del partente Ian Rush, in campionato il Liverpool segnò un elevato numero di reti che gli permise di mantenere l'imbattibilità per 29 gare consecutive. Grazie a questa striscia di risultati utili, ed escludendo un periodo in cui furono costretti a lasciare la vetta al QPR in seguito allo spostamento di alcune gare, i Reds viaggiarono indisturbati verso il diciassettesimo titolo arrivando a metà stagione con 10 punti di vantaggio sull'Arsenal secondo e venendo proclamati campioni con tre turni di anticipo. Concluso il torneo con 11 punti di vantaggio sul Manchester Utd, il Liverpool non poté in ogni caso prendere parte alla futura Coppa dei Campioni a causa del bando di sei anni decretato dalla UEFA in seguito alla strage dell'Heysel.
Alla fine della stagione i Reds erano in lizza per la conquista del double, avendo raggiunto la finale di FA Cup eliminando, fra le altre squadre, i rivali cittadini dell'Everton e il Nottingham Forest. Opposti all'ultimo atto contro il Wimbledon FC, i Reds vennero piegati da una rete di Lawrie Sanchez verso la fine del primo tempo.

## Maglie e sponsor
Lo sponsor tecnico per la stagione 1987-1988 è Adidas, mentre lo sponsor ufficiale è Crown Paints.
| Manica sinistra · Manica sinistra · Maglietta · Maglietta · Manica destra · Manica destra · Pantaloncini · Pantaloncini · Calzettoni · Calzettoni | Manica sinistra · Manica sinistra · Maglietta · Maglietta · Manica destra · Manica destra · Pantaloncini · Pantaloncini · Calzettoni · Calzettoni |  |

## Rosa
| N. |                        | Ruolo | Calciatore       |
| -- | ---------------------- | ----- | ---------------- |
|    | Zimbabwe (bandiera)    | P     | Bruce Grobbelaar |
|    | Inghilterra (bandiera) | P     | Mike Hooper      |
|    | Inghilterra (bandiera) | D     | Gary Ablett      |
|    | Irlanda (bandiera)     | D     | Ken De Mange     |
|    | Scozia (bandiera)      | D     | Gary Gillespie   |
|    | Scozia (bandiera)      | D     | Alan Hansen      |
|    | Irlanda (bandiera)     | D     | Mark Lawrenson   |
|    | Inghilterra (bandiera) | D     | Brian Mooney     |
|    | Scozia (bandiera)      | D     | Steve Nicol      |
|    | Irlanda (bandiera)     | D     | Steve Staunton   |
|    | Inghilterra (bandiera) | D     | Barry Venison    |
|    | Inghilterra (bandiera) | D     | Alex Watson      |
|    | Inghilterra (bandiera) | C     | John Barnes      |
|    | Scozia (bandiera)      | C     | Kenny Dalglish   |
|    | Irlanda (bandiera)     | C     | Ray Houghton     |

| N. |                        | Ruolo | Calciatore      |
| -- | ---------------------- | ----- | --------------- |
|    | Inghilterra (bandiera) | C     | Craig Johnston  |
|    | Scozia (bandiera)      | C     | Kevin MacDonald |
|    | Inghilterra (bandiera) | C     | Steve McMahon   |
|    | Inghilterra (bandiera) | C     | Mike Marsh      |
|    | Danimarca (bandiera)   | C     | Jan Mølby       |
|    | Inghilterra (bandiera) | C     | Mark Seagraves  |
|    | Inghilterra (bandiera) | C     | Nigel Spackman  |
|    | Scozia (bandiera)      | C     | John Wark       |
|    | Irlanda (bandiera)     | C     | Ronnie Whelan   |
|    | Irlanda (bandiera)     | A     | John Aldridge   |
|    | Inghilterra (bandiera) | A     | Peter Beardsley |
|    | Inghilterra (bandiera) | A     | John Durnin     |
|    | Scozia (bandiera)      | A     | Alan Irvine     |
|    | Inghilterra (bandiera) | A     | Paul Walsh      |

## Risultati

### FA Cup
| Stoke-on-Trent 9 gennaio 1988, ore 15:00 UTC+1 Terzo turno | Stoke City | 0 – 0 referto | Liverpool | Victoria Ground (31 979 spett.)\| Arbitro: \| Mills \| |
| Arbitro:                                                   | Mills      |               |           |                                                        |

| Arbitro: | Mills |

|              |           |  |
| Beardsley 9’ | Marcatori |  |

| Arbitro: | Hackett |

|  |           |                          |
|  | Marcatori | 53’ Barnes 86’ Beardsley |

| Arbitro: | Martin |

|  |           |              |
|  | Marcatori | 76’ Houghton |

| Arbitro: | Gunn |

|  |           |                                                           |
|  | Marcatori | 32’ Houghton 53’ (rig.) Beardsley 77’ Johnston 85’ Barnes |

| Arbitro: | Courtney |

|                          |           |            |
| Aldridge 14’ (rig.), 51’ | Marcatori | 67’ Clough |

| Arbitro: | Hill |

|  |           |             |
|  | Marcatori | 36’ Sanchez |

### League Cup
| Arbitro: | Midgley |

|             |           |           |
| Sellars 49’ | Marcatori | 30’ Nicol |

| Arbitro: | Worrall |

|              |           |  |
| Aldridge 89’ | Marcatori |  |

| Arbitro: | Callow |

|  |           |             |
|  | Marcatori | 83’ Stevens |

## Statistiche

### Statistiche dei giocatori
| Giocatore     | First Division | First Division | FA Cup   | FA Cup | League Cup | League Cup | Totale   | Totale |
| Giocatore     | Presenze       | Reti           | Presenze | Reti   | Presenze   | Reti       | Presenze | Reti   |
| ------------- | -------------- | -------------- | -------- | ------ | ---------- | ---------- | -------- | ------ |
| G. Ablett     | 17             | 0              | 5        | 0      | 0          | 0          | 22       | 0      |
| J. Aldridge   | 36             | 26             | 6        | 2      | 3          | 1          | 45       | 29     |
| J. Barnes     | 38             | 15             | 7        | 2      | 3          | 0          | 48       | 17     |
| P. Beardsley  | 38             | 15             | 7        | 3      | 3          | 0          | 48       | 18     |
| K. Dalglish   | 2              | 0              | 0        | 0      | 2          | 0          | 4        | 0      |
| K. DeMange    | 0              | 0              | 0        | 0      | 0          | 0          | 0        | 0      |
| J. Durnin     | 0              | 0              | 0        | 0      | 0          | 0          | 0        | 0      |
| G. Gillespie  | 35             | 4              | 5        | 0      | 2          | 0          | 42       | 4      |
| B. Grobbelaar | 38             | -24            | 5        | -?     | 3          | -?         | 46       | -24+   |
| A. Hansen     | 39             | 1              | 7        | 0      | 3          | 0          | 49       | 1      |
| M. Hooper     | 2              | -0             | 2        | -?     | 0          | -0         | 4        | -0+    |
| R. Houghton   | 28             | 5              | 7        | 2      | 0          | 0          | 35       | 7      |
| A. Irvine     | 0              | 0              | 0        | 0      | 0          | 0          | 0        | 0      |
| C. Johnston   | 30             | 5              | 3        | 1      | 2          | 0          | 35       | 6      |
| M. Lawrenson  | 14             | 0              | 2        | 0      | 3          | 0          | 19       | 0      |
| K. MacDonald  | 1              | 0              | 0        | 0      | 0          | 0          | 1        | 0      |
| M. Marsh      | 0              | 0              | 0        | 0      | 0          | 0          | 0        | 0      |
| S. McMahon    | 40             | 9              | 7        | 0      | 2          | 0          | 49       | 9      |
| J. Mølby      | 7              | 0              | 1        | 0      | 0          | 0          | 8        | 0      |
| B. Mooney     | 0              | 0              | 0        | 0      | 0          | 0          | 0        | 0      |
| S. Nicol      | 40             | 6              | 7        | 0      | 3          | 1          | 50       | 7      |
| M. Seagraves  | 0              | 0              | 0        | 0      | 0          | 0          | 0        | 0      |
| N. Spackman   | 27             | 0              | 5        | 0      | 1          | 0          | 33       | 0      |
| S. Staunton   | 0              | 0              | 0        | 0      | 0          | 0          | 0        | 0      |
| B. Vanison    | 0              | 0              | 0        | 0      | 0          | 0          | 0        | 0      |
| J. Wark       | 1              | 0              | 0        | 0      | 1          | 0          | 2        | 0      |
| P. Walsh      | 8              | 0              | 0        | 0      | 1          | 0          | 9        | 0      |
| A. Watson     | 2              | 0              | 0        | 0      | 0          | 0          | 2        | 0      |
| R. Whelan     | 28             | 1              | 2        | 0      | 3          | 0          | 33       | 1      |